# Charlotte's Web (boek)
Charlotte's Web is een kinderboek uit 1952, geschreven door E.B. White. Het boek is onder dezelfde titel in het Nederlands vertaald. 
Charlotte's Web was E.B. Whites tweede roman, na Stuart Little (1945). Het boek wordt beschouwd als een klassieker en is het bestverkochte kinderboek aller tijden met ruim 45 miljoen verkochte exemplaren.

## Plot
Het boek vertelt het verhaal van de vriendschap tussen de spin Charlotte en een varkentje genaamd Wilbur.

## Verfilming
De gelijknamige films Charlotte's Web (1973) en Charlotte's Web (2006) zijn gebaseerd op het boek.